# Minería en Andalucía
Andalucía es el principal productor de mineral de España, con un 40 % del total nacional. Destacan las extracciones metálicas, Andalucía aporta el 90 % del valor total nacional, principalmente el cobre con unas 425 500 toneladas anuales y, en menor medida, el zinc, el plomo y el hierro. Para los metales preciosos (oro y plata) el porcentaje aumenta hasta el 98 %,  las de atapulgita el 84 % y la bentonita volcánica el 77 %. El valor del mármol, los yesos, la sal marina, las dolomías y la barita, también tienen una importancia relativa con respecto al total nacional, del que participa en más de un 20 %.
El sector minero andaluz factura unos 4000 millones de euros anuales y genera 40 000 empleos. En 2019 se procesaron 25 millones de toneladas de mineral, rocas y áridos.
Por otra parte la intensividad de los trabajos en las minas ha originado diversos problemas ecológicos en épocas recientes, desde las protestas por las teleras a finales del siglo XIX hasta el desastre de Aznalcóllar en 1998, cuando una riada de lodos tóxicos provenientes de una mina de la empresa Boliden-Apirsa en la provincia de Sevilla afectó al río Guadiamar y parte de las aguas del parque de Doñana. Actualmente la cuenca del río Odiel presenta una degradación avanzada debido a la lixiviación de los residuos y pasivos mineros. Dicho problema espera ser solucionado por parte de las administraciones y de las futuras empresas extractivas de las minas.

## Evolución histórica

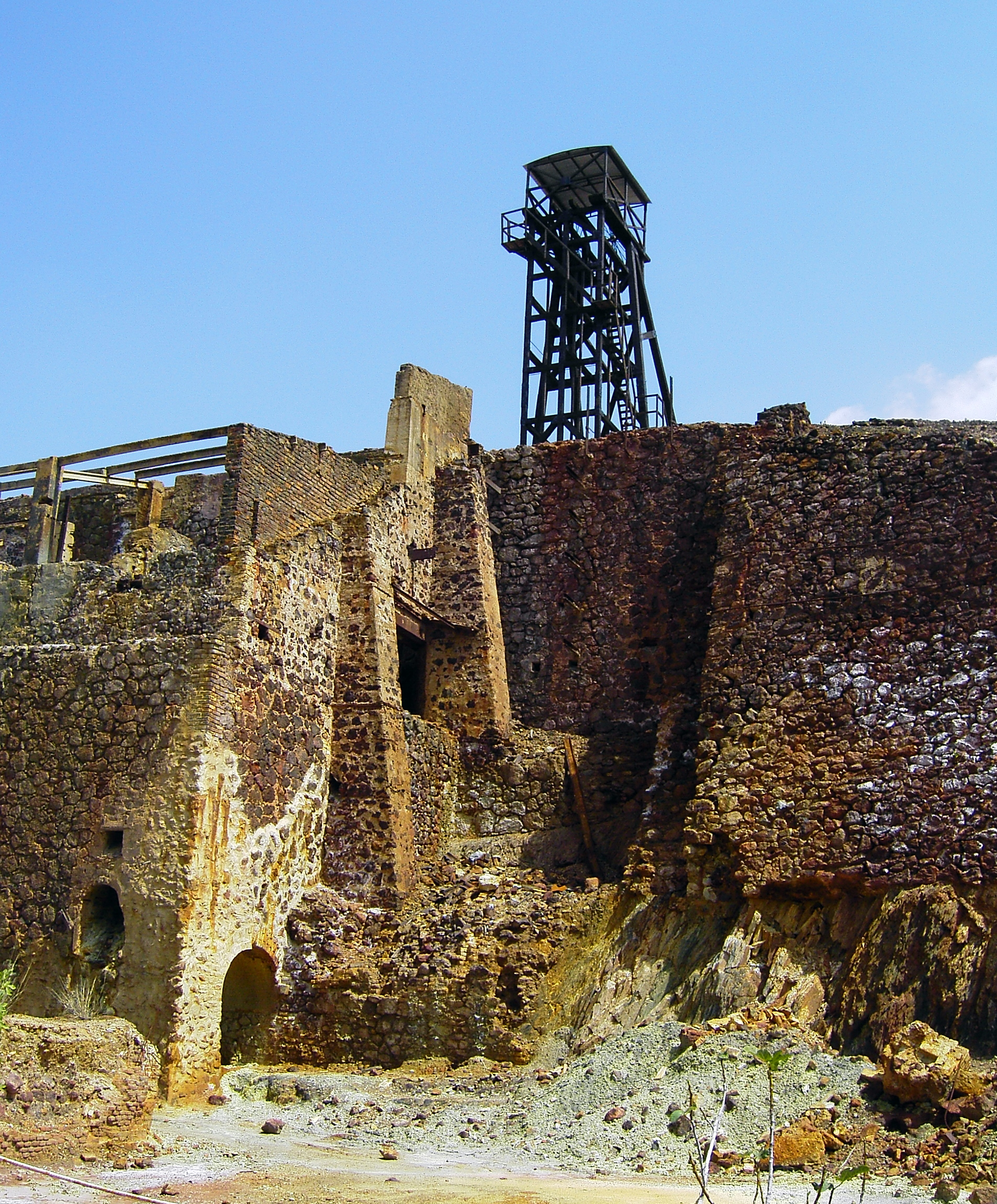
Malacate en Nerva (Huelva).

El origen de la civilización en Andalucía está ligado a su riqueza minera y a su explotación y comercio por las regiones del levante mediterráneo. De esta forma, las civilizaciones de Los Millares o la de Tartessos se convirtieron en polos de atracción de los pueblos mediterráneos, y quedará constancia de Andalucía en las fuentes escritas por su inagotable riqueza minera (amén de la agrícola).
Por lo tanto, la minería en Andalucía siempre ha estado ligada a su comercio y no es hasta el siglo XIX, en el que debido a la revolución industrial desarrollada en otros países europeos, actuará como elemento motor de las economías de estos países y el comercio de materias primas (especialmente las metálicas como hierro, cobre, plomo...) será clave en el comercio internacional en la creciente economía globalizada mundial. En este mercado global, Andalucía era una región con una relación de dependencia frente a las grandes potencias industrializadas del norte de Europa. Su papel en todo momento ha sido de abastecedora de materias primas, sin que el beneficio obtenido sirviera para el desarrollo de una industria metalúrgica y por lo tanto el desarrollo de una industria de bienes de equipo. De esta forma, las explotaciones mineras en un alto grado fueron de material mayoritariamente inglés, francés y alemán e incluso la red de ferrocarriles tuvo como finalidad la unión de estos puntos de explotación minera con zonas portuarias. 
La explotación, o mejor dicho esquilmación, de los recursos mineros fue hecha sin tener en cuenta que éste es un recurso agotable y en ningún caso se creó una economía local al cobijo de estas extracciones. Es por esto que gran parte de las comarcas mineras más ricas (Linares-La Carolina, faja pirítica de Huelva, cuenca del Guadiato), se encontraron en un proceso de decadencia debido a los altos costes de extracción o a la baja ley de los minerales o bajo poder calorífico en caso del carbón.
Actualmente, la demanda por parte de China e India de metales ha originado una subida del precio y ley de los mismos. Numerosas empresas están reabriendo las antiguas minas de las provincias de Huelva, Sevilla y Granada, tales como Riotinto o Alquife, o se encuentran explorando y abriendo nuevos yacimientos, tales como Las Cruces o Masa Valverde.

## Distribución provincial
En lo que se refiere a la distribución provincial destaca en primer lugar la provincia de Huelva, donde se genera el 40 % del valor total de las extracciones, merced fundamentalmente a las explotaciones de la faja pirítica, destacando las cuencas mineras de Riotinto-Nerva y Tharsis-La Zarza. Le siguen, en menor medida, las provincias de Córdoba (cuenca carbonífera del Guadiato), Sevilla (polimetálicos de Aznalcóllar) y Granada (hierro de las minas de Alquife). En el caso de las rocas industriales (calizas, arcillas y otros materiales utilizados en la construcción) presentan una distribución muy repartida por todo el territorio andaluz.

## Transformación de los minerales
En cuanto a la transformación de los minerales hay que señalar que el desarrollo de las industrias en el siglo XIX ligadas a la extracción minera (Garrucha y Carboneras, Riotinto-Nerva, El Pedroso, Peñarroya y Linares-La Carolina) fracasó. A principios del siglo XXI, pese a que existe una mayor integración intersectorial entre la extracción minera y la transformación industrial, ésta es aún insuficiente e incompleta:
- Metalúrgica: Solamente Huelva y en menor medida Linares tienen industrias ligadas a la transformación metálica.
- Centrales Térmicas: De las centrales de Algeciras, Carboneras y Puente Nuevo, solo la última se abastece de carbón extraído en Andalucía.
- Química: Huelva presenta un número importante de empresas dedicadas a la fabricación de ácido sulfúrico, también presentes en Sevilla y Granada en menor medida.
- Cemento: en la producción de cemento, Andalucía al igual que España es una de las grandes productoras y la distribución de las factorías es muy dispersa: Niebla, Jerez, Málaga, Córdoba, Alcalá de Guadaíra, Torredonjimeno, Almería y Carboneras.
- Cerámica: principalmente concentrada en La Rambla (Córdoba) y Bailén (Jaén).
- Vidrio: Jerez concentra la fabricación de vidrio a través de la transformación de arenas silíceas.
- Mármol: los mármoles de Macael son los más abundantes.
- Pigmentos y colorantes: se obtienen ante todo en Málaga y Jaén.

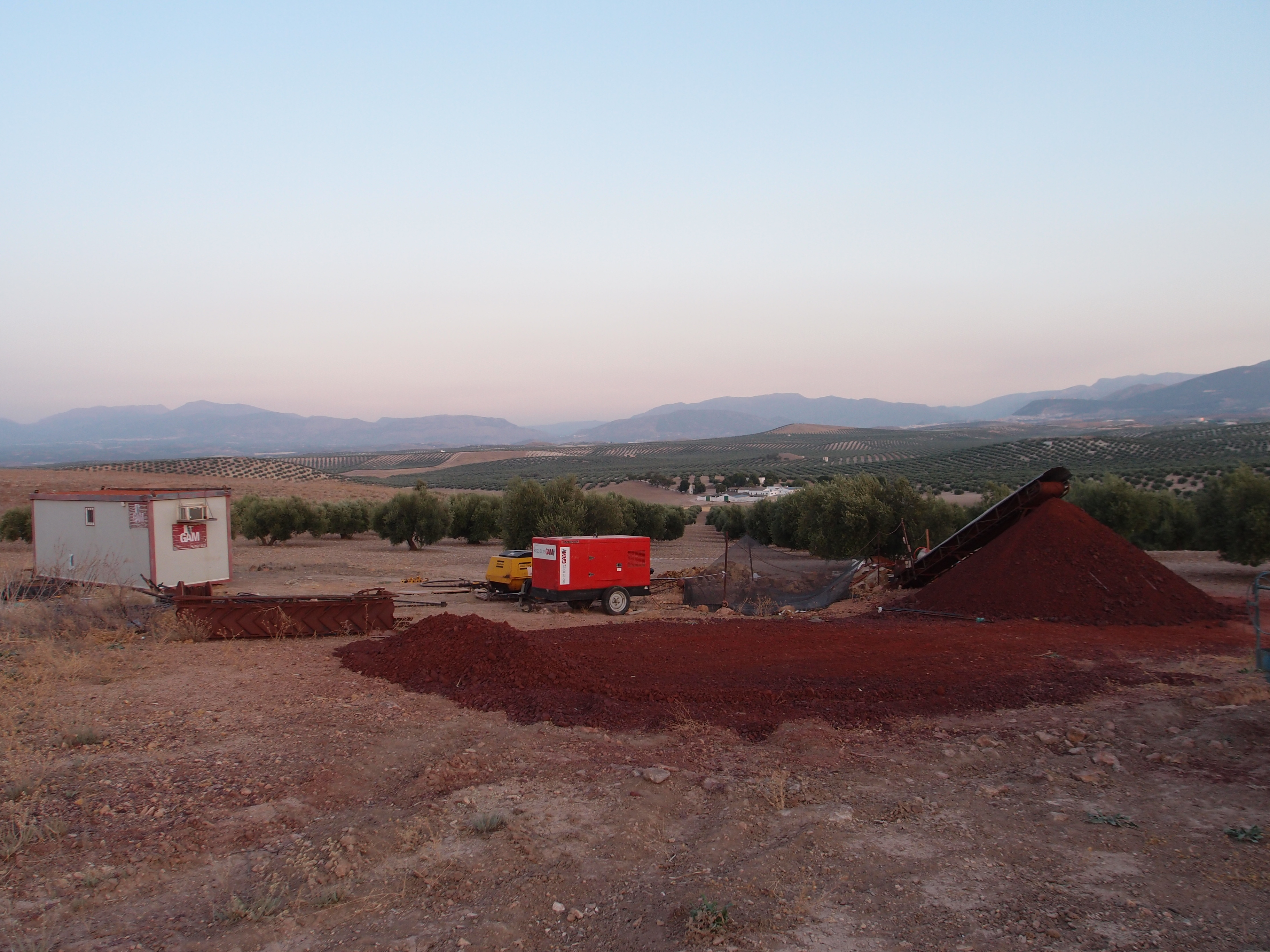
Mina subterránea de hematita terrosa en el término municipal de Jaén

## Infraestructura portuaria
La entrada-salida de materias primas se realiza por:
- Exportación: Almería y Huelva y en menor medida Málaga, Sevilla y Cádiz.
- Importación: Cádiz, Carboneras y Huelva.

## Reactivación
En los últimos años el precio de los metales, especialmente del cobre, han subido de tal manera que garantizan la reactivación de numerosas minas de la faja pirítica, zona de Ossa-Morena y la mina de Alquife.
En la siguiente lista se muestra las minas que volverán a producir hierro, cobre y zinc entre otros metales.
| Mina                                      | Provincia | Vida (años) | Período   | Tipo | Situación                      | Compañía                                     |
| ----------------------------------------- | --------- | ----------- | --------- | --- | ------------------------------ | -------------------------------------------- |
| Cerro Colorado (Riotinto)                 | Huelva    | 16,5        | 2016-2033 | Cielo abierto | Operativa                      | Atalaya Mining plc (Atalaya Riotinto Minera) |
| Corta Atalaya/Pozo Alfredo (Riotinto)     | Huelva    |             | c. 2024   | Cielo abierto y subterránea | En fase de acondicionamiento   | Atalaya Mining plc (Atalaya Riotinto Minera) |
| Las Cruces                                | Sevilla   | 30          | 2009-2039 | Cielo abierto (2009-2021) Superficie (2021-2024) (Extracción de cobre, cobalto, tungsteno y oro de los residuos) Subterránea (2024-2039) | Operativa                      | First Quantum Minerals                       |
| Alquife                                   | Granada   | 30          | 2020-2050 | Superficie y cielo abierto | Operativa                      | Minas de Alquife Holding                     |
| Aguas Teñidas                             | Huelva    | 20          | 2009-2030 | Subterránea | Operativa                      | Sandfire (Matsa)                             |
| Masa Valverde                             | Huelva    | 14          |           | Subterránea | Permitida                      | Atalaya Mining plc                           |
| Majadales                                 | Huelva    |             |           | | Proyectada                     | Atalaya Mining plc                           |
| La Zarza                                  | Huelva    | 15          |           | Subterránea y cielo abierto | En estudio                     | Tharsis Mining & Metallurgy                  |
| San Telmo                                 | Huelva    | 15          |           | Subterránea | En estudio                     | Tharsis Mining & Metallurgy                  |
| Tharsis                                   | Huelva    |             |           | Cielo abierto | En estudio                     | Tharsis Mining & Metallurgy                  |
| Lomero-Poyatos                            | Huelva    |             |           | Subterránea | En estudio                     | Denarius Silver                              |
| La Tiesa (Tharsis)                        | Huelva    | 15          |           | Superficie | Permitida                      | Maprise SA                                   |
| Sotiel-Migollas                           | Huelva    | 16          | 2015-2030 | Subterránea | Operativa                      | Sandfire (Matsa)                             |
| Minas de Aznalcóllar                      | Sevilla   | 19          |           | Subterránea | Espera de permisos             | Minera los Frailes                           |
| Mina Magdalena                            | Huelva    | 15          | 2016-2031 | Subterránea | Operativa                      | Sandfire (Matsa)                             |
| Minas de Cala                             | Huelva    |             |           | Cielo abierto | Proyectada                     |                                              |
| Mina Concepción                           | Huelva    | 14          |           | Subterránea | Permitida                      | Sandfire (Matsa)                             |
| Mina Los Toscanos (El Cerro del Andévalo) | Huelva    |             |           | Cielo abierto | Proyectada (permiso tramitado) | Sandfire (Matsa)                             |
| La Romana (Escacena del Campo)            | Huelva    |             |           | Cielo abierto | En estudio                     | PAN GLOBAL                                   |
| Proyecto Oropesa Fuente Obejuna           | Córdoba   | 14          |           | Cielo abierto | Proyectada (permiso tramitado) | Stannico (Minas de Estaño de España)         |